# Фан Тхи Ким Фук
В това виетнамско име фамилията Фан стои отпред.
Фан Тхи Ким Фук (на виетнамски: Phan Thị Kim Phúc) е общественичка от Виетнам, станала световноизвестна като обгорено (от напалм) дете в снимката „Терорът на войната“ (на английски: The Terror of War).

## Биография
Ким е родена през 1963 г. в село Транг Банг, Виетнам и живее там със семейството си.

### Бомбардировка
На 8 юни 1972 г. районът на Транг Банг е атакуван от южновиетнамски войски, за да отблъснат северновиетнамско нападение. При атаката южновиетнамски самолети бомбардират района с напалм, засягайки и цивилното население. Ким Фук, на 9 години, е с изгорен гръб и ръце, захвърля горящите си дрехи и бяга по шосе към южновиетнамските войници. На шосето, заедно с други деца от селото, тя е снимана от Ник Ут – щатски фотограф с виетнамски произход, работещ за Асошиейтед Прес. На снимката Ким е гола, пищяща и размахваща изгорените си ръце, виждат се и други деца, южновиетнамски войници и фоторепортер. За снимката Ник Ут печели наградата Пулицър и други отличия.
Бомбардировката и в частност Ким са заснети и от британския оператор Алън Даунс работещ за ITN (британска новинарска агенция). Кадрите му не добиват популярност, колкото снимката на Ут.

### Възстановяване
След 14 месеца в болница и с дълбоки белези от напалма Ким се възстановява и прибира в Транг Банг. Загрижен за нея, Ник Ут я посещава няколко пъти до падането на Южен Виетнам. В следващите години двамата се срещат неведнъж.

### В емиграция
През 1986 г. Ким Фук заминава да следва в Куба. Там се запознава с Буи Тоан (на виетнамски: Bùi Huy Toàn), също виетнамски студент и неин бъдещ съпруг. През 1992 г. при завръщането в Куба, след меден месец в Москва, по време на транзитно кацане в Нюфаундленд, Канада, двамата слизат от самолета, искат и получават политическо убежище. Заедно с двамата си сина, живеят близо до Торонто.

### Общественичка
На свое име Ким Фук основава фондация, целяща да помага на деца, жертви на военни конфликти.
От 10 ноември 1994 г. Ким е посланик на добра воля на ЮНЕСКО във връзка с нейната дейност за защита и образование на деца, жертви на войни.